# Shū Fujisawa
Pour les articles homonymes, voir Fujisawa (homonymie).
Shū Fujisawa (藤沢 周, Fujisawa Shū), né le 29 juin 1959 à Niigata, est un écrivain japonais.

## Biographie
Fujisawa, originaire de la préfecture de Niigata, est diplômé de littérature japonaise de l'université Hōsei. Depuis 1996, il travaille comme rédacteur pour le Shimbun Tosho. En 1993, il fait ses débuts en tant qu'écrivain avec le roman Zon hidari ni Magare. Après trois nominations pour le prix Akutagawa (1995, 1996 et 1997) et quatre nominations pour le prix Noma, il est honoré en 1998 du prestigieux prix Akutagawa pour son roman Buenosu Airesu gozen reiji (« Minuit à Buenos Aires »).
Il travaille actuellement comme professeur à l'université Hōsei.

## Titres publiés (liste non exhaustive)
- Zōn o hidari ni magare, 1993
- Sotomawari, 1995
- Saigon pikkuappu, 1996
- Suna to hikari, 1997
- Shibō Yūgi
- Satori
- Solo
- Buenos Aires gozen reiji, 1998

## Œuvre
- 『死亡遊戯』（1994・河出書房新社）のち文庫
- 『SATORI』（1995・河出書房新社）のち文庫
- 『刺青』（1996・河出書房新社）のち文庫
- 『ソロ』（1996・講談社）のち文庫
- 『サイゴン・ピックアップ』（1997・河出書房新社）のち文庫
- 『境界』（1998・講談社）
- 『ブエノスアイレス午前零時』（1998・河出書房新社）のち文庫
- 『スミス海感傷』（1998・集英社）のち文庫
- 『陽炎の。』（1998・文藝春秋）のち文庫
- 『スモーク・オン・ザ・ナイフ』（1999・河出書房新社）
- 『マダム・グレコ』（1999・河出書房新社）
- 『礫』（1999・講談社）
- 『鎌倉古都だより』（2000・新潟日報事業社）
- 『オレンジ・アンド・タール』（2000・朝日新聞社）のち光文社文庫
- 『愛人』（2000・集英社）のち文庫
- 『奇蹟のようなこと』（2000・幻冬舎）のち文庫
- 『さだめ』（2000・河出書房新社）のち文庫
- 『黒曜堂』（2000・マガジンハウス）
- 『藪の中で…』（2001・徳間書店）のち文庫
- 『紫の領分』（2001・講談社）のち文庫
- 『雨月』（2002・光文社）のち文庫
- 『ダローガ』（2003・新潟日報事業社）「雪闇」と改題、河出文庫
- 『箱崎ジャンクション』文藝春秋、2003）のち文庫
- 『焦痕』集英社 2005
- 『第二列の男』作品社 2005
- 『幻夢』文藝春秋 2007
- 『心中抄』河出書房新社 2007
- 『キルリアン』新潮社、2009
- 『波羅蜜』毎日新聞社 2010
- 『武曲』文藝春秋、2012

## Sources
- Litterature Japonaise - Fujisawa Shū
- Japanese Authors - Modern Japanese Authors, A - I - Fujisawa Shū